# Ellen Seeling
Ellen Seeling (* 1950; † 26. Mai 2025) war eine amerikanische Jazztrompeterin (auch Flügelhorn) und Leiterin der Mountclair Women’s Bigband.

## Leben und Wirken
Seeling wuchs in Waukesha (Wisconsin) auf. Sie wollte ursprünglich Trommeln, dann Violine lernen. Aufgrund des Highschool-Angebots entschied sie sich jedoch für Trompete, das Instrument, das auch ihr Vater spielte, der ihr den Jazz nahebrachte. 1969 begann sie ihr Jazzstudium an der Indiana University, wo sie bei David Baker studierte und als erste Frau den Studiengang absolvierte. Dann zog sie nach New York City, wo sie mit Sister Sledge, Slide Hampton, The Temptations, Paquito D’Rivera, Joe Cocker, Cornell Dupree, Isis, Ben E. King, Martha Reeves, den Jazz Sisters um Jill McManus und dem Orchestra von Thad Jones/Mel Lewis arbeitete.
Gemeinsam mit Jean Fineberg gründete sie 1980 die Fusionjazzband Deuce, die sich 1989 in San Francisco ansiedelte. Seeling begleite dort auch Phoebe Snow and Patti LaBelle. 1998 begründete Seeling die von ihr geleitete Montclair Women’s Big Band, in der profilierte Musikerinnen aus der Region San Francisco zusammenarbeiten. Die Band legte 2005 ein gleichnamiges Album vor, das vom Magazin Cadence herausgestellt wurde.
Seeling lehrte Jazztrompete an der University of California, Berkeley, aber auch an der Jazzschool in Berkeley. Ab 2009 leitete sie dort zudem das nationale Girls’ Jazz & Blues Camp. Gemeinsam mit der Anwältin Sara Sanderson gründete sie JazzWomen and Girls Advocates, um die Gleichberechtigung von Frauen im Jazz weiter durchzusetzen. Diese Vereinigung erreichte es, dass nach 30-jähriger Abwesenheit von Frauen im Jazz at Lincoln Center Orchestra dort für Neubewerbungen neue Anhörungsverfahren eingeführt wurden, so dass dabei keine optische Selektion mehr stattfinden konnte.
Im April 2025 wurde Seeling als San Francisco Jazz Hero der Jazz Journalists Association geehrt.

## Diskographische Hinweise
- Deuce: (Redwood Records 1986, mit Jean Fineberg, Julie Homi, Mark Gray, Mark Soskin, Mario E. Sprouse, Daniel Carillo, Barry Finnerty, Paul Livant, Emily Remler, Seth Glassman, Frank Gravis, Kim Plainfield, Ray Marchica, Terry Silverlight, Nydia Liberty Mata, Ellen Uryevick, Laura Theodore, Teresa Trull, Carol McDonald)
- Deuce: WindJammer (Pivotal Records 1996, mit Steve Erquiaga, Jean Fineberg, Frank Martin, Joel Smith, Ray Obledo)
- Mountclair Women’s Bigband (Pivotal Records 2005)